# 埃里克·海因里希·克洛斯纳
埃里克·海因里希·克洛斯纳（1888年9月17日 - 1976年3月28日）是第二次世界大战期间的納粹德國将军，曾担任第25装甲掷弹兵师、第53军以及第9軍指挥官。他曾獲頒騎士鐵十字勳章。